# Algemene Handbal Federatie Arnhem
AHF Arnhem (voluit Algemene Handbal Federatie Arnhem) was een samenwerkingsverband tussen handbalverenigingen AAC 1899 en AHV Swift uit Arnhem tussen 1993 en 1996. De samenwerking had een heren- en damesteam op landelijk niveau.

## Geschiedenis
De samenwerking kwam voort uit het idee om het niveau handbal in Arnhem naar een hoger niveau te tillen. De derde grote handbalvereniging uit Arnhem, ESCA, deed echter niet meer aan de samenwerking. In het eerste seizoen kwam het herenteam uit in de eredivisie en het damesteam in de eerste divisie B.
Het herenteam van AHF weet in het eerste seizoen net niet in de kampioenspoule te belanden, Vlug en Lenig had het gelijke aantal punten, maar een hoger doelsaldo en mocht wel in de kampioenspoule. Het seizoen erna weet AHF wel in de kampioenspoule te komen, maar speelde enkel een gelijkspel tegen Blauw-Wit en belandde op de derde plek zonder kwalificatie voor de Best of three-serie. In het laatste seizoen weten de heren slechts de achtste plek te bemachtigen.
In 1996 werd de samenwerking gestopt, het team van AHF Arnhem in de eredivisie werd het eerste herenteam van AHV Swift.

## Resultaten
- 1994 5e
Eredivisie
- 1995 3e
Eredivisie
- 1996 8e
Eredivisie

- Eredivisie

## Europees handbal
| Seizoen | Competitie | Ronde | Land             | Club             | Totaalscore | 1e W    | 2e W    |
| ------- | ---------- | ----- | ---------------- | ---------------- | ----------- | ------- | ------- |
| 1995/96 | EHF Cup    | L16   | Vlag van Rusland | Dynamo Astrakhan | 58 - 27     | 25 - 11 | 33 - 16 |

Bron: eurohandball.com